# نقرين
تقع بلدة نقرين جنوب ولاية تبسة في الجزائر. وهي بوابة الصحراء.واسمها من النقر وهو بئر الماء. تبعد عن عاصمة الولاية مدينة تبسة ب150 كم، ذات مناخ قاري صحراوي جاف، تعرف بنخيلها وإنتاجها لمحصولى القمح والشعير في منطقة المرموثية.
يبلغ عدد سكانها 11,000 نسمة يحدها من الشمال دائرة بئر العاتر ومن الشرق الجمهورية التونسية من الجنوب ولاية الوادي ومن الغرب بلدية فركان وبلدية ثليجان.تلقب بلدية نقرين ببوابة الصحراء وذلك لأنها تعتبر بوابة للصحراء الواسعة الجزائرية

## الجغرافيا
تقع نقرين في منطقة نقرين التابعة لولاية تبسة، شمال شرق الجزائر. وتقع شمال شط الغاسة بالقرب من الحدود التونسية ويبلغ ارتفاعها 321 متر (1,053 ft) فوق مستوى سطح البحر.
بلغ عدد سكان القرية 9445 نسمة عام 2008. المناظر الطبيعية قاحلة بشكل عام والتضاريس بشكل عام مسطحة، تتخللها ميساء طويلة منخفضة تقطع الريف.
يتراوح متوسط هطول الأمطار السنوي بين 5 إلى 20 مليمتر (0.20 إلى 0.79 بوصة) مع كون الشتاء هو الموسم المطير الرئيسي. تتراوح متوسط درجات الحرارة من 7 °م (45 °ف) في الشتاء إلى 40 °م (104 °ف) في يوليو.

## وصلات خارجية
- الخبر: بلديتا نفرين وفركان بولاية تبسّة، إرث حضاري في سلة المهملات
- أطلس رقمي للإمبراطورية الرومانية